# Tony Blundetto
Anthony „Tony” Blundetto (cca. 1959–2004), interpretat de Steve Buscemi, este un personaj fictiv în seria TV distribuită de HBO, Clanul Soprano. Este vărul lui Tony Soprano fiind eliberat din închisoare la începutul sezonului cinci. Tony Blundetto apare la început ca o persoană calmă schimbată de anii petrecuți după gratii și care acum este gata să ducă o viață complet legală. Cu toate aceste nu trece mult timp până ce își dă seama că viața de civil nu este pentru el și astfel se întoarce la activitățile criminale. 
Când Angelo Garepe, un fost prieten și unul dintre oamenii lui Little Carmine îi oferă șansa de a-l elimina pe Joey Peeps (care face parte din tabăra lui Johnny Sack), Blundetto acceptă nu înainte, însă, de a sta ceva pe gânduri. În cadrul unui război pentru preluarea șefiei în familia mafiotă Lupertazzi, Blundetto duce la bun sfârșit misiunea determinându-l pe Johnny Sack să acționeze. Astfel oamenii lui Sack, Phil Leotardo și fratele acestuia Billy Leotardo îl ucid pe Angelo Garepe. Sfâșiat de moartea vechiului său prieten, Blundetto încearcă să-l răzbune și îl ucide pe Billy Leotardo reușind doar să îl rănească pe fratele acestuia Phil. Însă Leotardo, caporegime în cadrul familiei Lupertazzi, cere eliminarea lui Blundetto pentru fapta sa. Astfel Johnny Sack, devenit între timp șef, decide același lucru iar Tony Soprano, pentru a evita un război între clanurile Soprano și Lupertazzi, își ucide vărul împușcându-l în cap cu o pușcă de vânătoare.

## Crime comise
- Joe Peeps (2004)
- Heather (2004)
- Billy Leotardo (2004)